# L'impareggiabile Glynis
L'impareggiabile Glynis (Glynis) è una serie televisiva statunitense in 13 episodi trasmessi per la prima volta nel corso di una sola stagione dal 1963.
Glynis affrontò negli Stati Uniti la concorrenza de Il virginiano sulla NBC e del quiz show The Price Is Right sulla ABC e fu cancellata dopo 13 episodi.

## Trama
Glynis Granville è una scrittrice di gialli e sposata con Keith Granville, un avvocato di successo. Insieme la coppia cerca di risolvere vari crimini aiutata anche dall'amico Chick Rogers, un poliziotto in pensione.

## Personaggi e interpreti
- Glynis Granville, interpretato da Glynis Johns.
- Keith Granville, interpretato da Keith Andes.
- Chick Rogers, interpretato da George Mathews.
- Harry, interpretato da Ned Glass.

## Produzione
La serie, ideata da Jess Oppenheimer, fu prodotta da Desilu Productions e girata negli studios della Desilu a Culver City in California. Tra i registi della serie è accreditato E.W. Swackhamer. Tra le guest star: John Dehner, Eddie Foy, Jr., Ned Glass, Strother Martin, Harvey Korman.

### Sceneggiatori
Tra gli sceneggiatori della serie sono accreditati:
- Jess Oppenheimer in 13 episodi (1963)
- Arthur Julian in 2 episodi (1963)
- Tom Adair
- James B. Allardice

## Distribuzione
La serie fu trasmessa negli Stati Uniti dal 25 settembre 1963 al 18 dicembre 1963 sulla rete televisiva CBS. In Italia è stata trasmessa con il titolo L'impareggiabile Glynis.
Alcune delle uscite internazionali sono state:
- negli Stati Uniti il 25 settembre 1963 (Glynis)
- nel Regno Unito il 1º giugno 1964
- in Finlandia (Glynis)
- in Italia (L'impareggiabile Glynis)

## Episodi
| Stagione       | Episodi | Prima TV USA |
| -------------- | ------- | ------------ |
| Prima stagione | 13      | 1963         |